# Schleitheimer Randenturm
Der Schleitheimer Randenturm (896 m ü. M.) ist ein Aussichtsturm auf dem Randen bei Schleitheim. 
Der Turm wurde 1909 in Stahlfachwerkbauweise vom Schleitheimer Verkehrsverein errichtet. 
Zur Plattform führt eine Wendeltreppe mit 100 Stufen. Die Plattform befindet sich auf einer Höhe von 20 Metern. 
Die Erstellung des Turms kostete 7600 Schweizer Franken. Die umfangreichen Renovationsarbeiten 1989 kosteten Fr. 120'000.--, welche durch Spenden gedeckt wurden. 
Von der obersten Plattform aus hat man einerseits eine gute Sicht bis zu den Schweizer Voralpen und andrerseits bis weit in den Schwarzwald. Bei Föhn hat man eine gute Fernsicht in die Alpen.
Der Turm steht auf dem Felssporn der Randenburg.

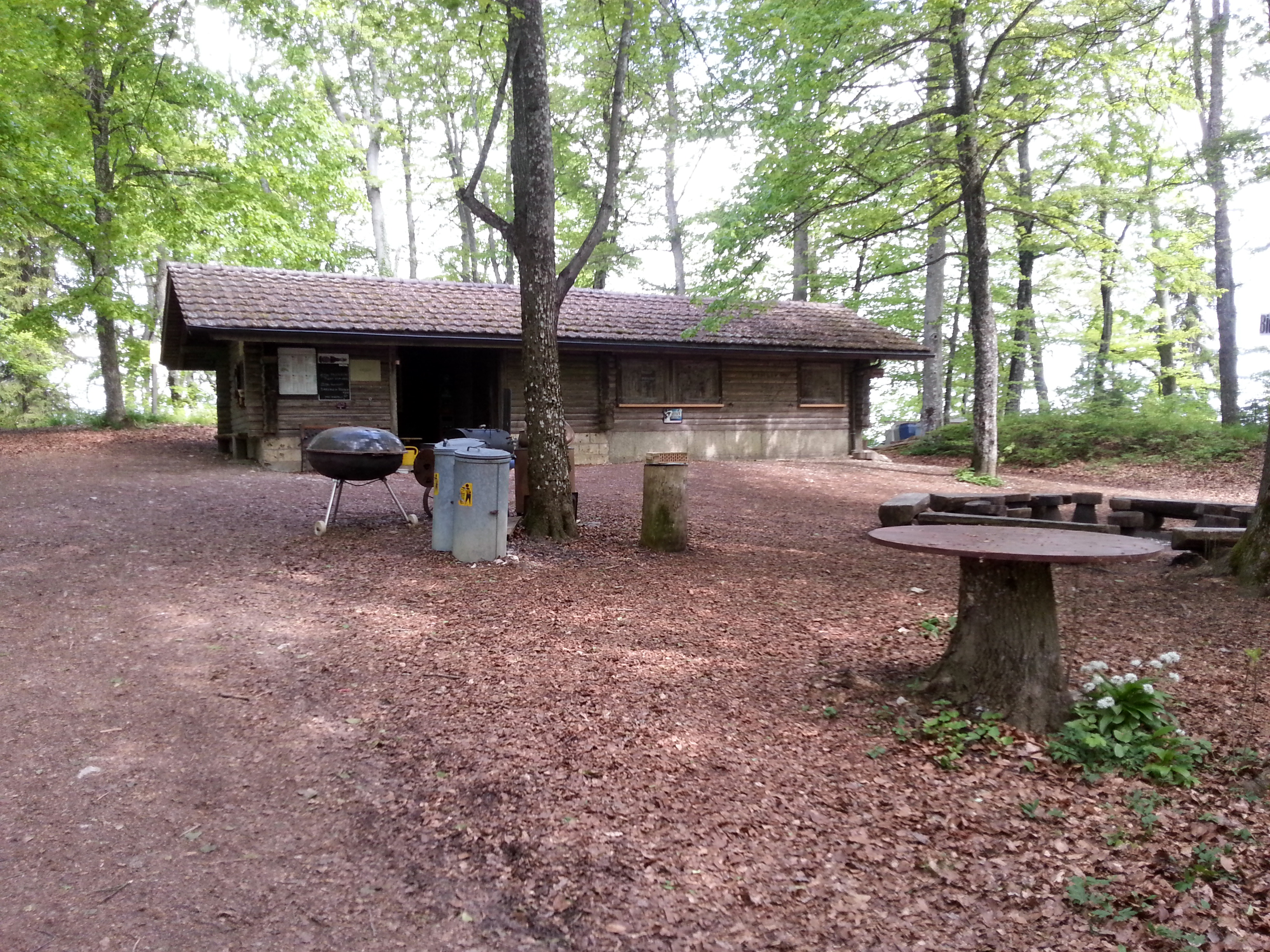
Restaurant
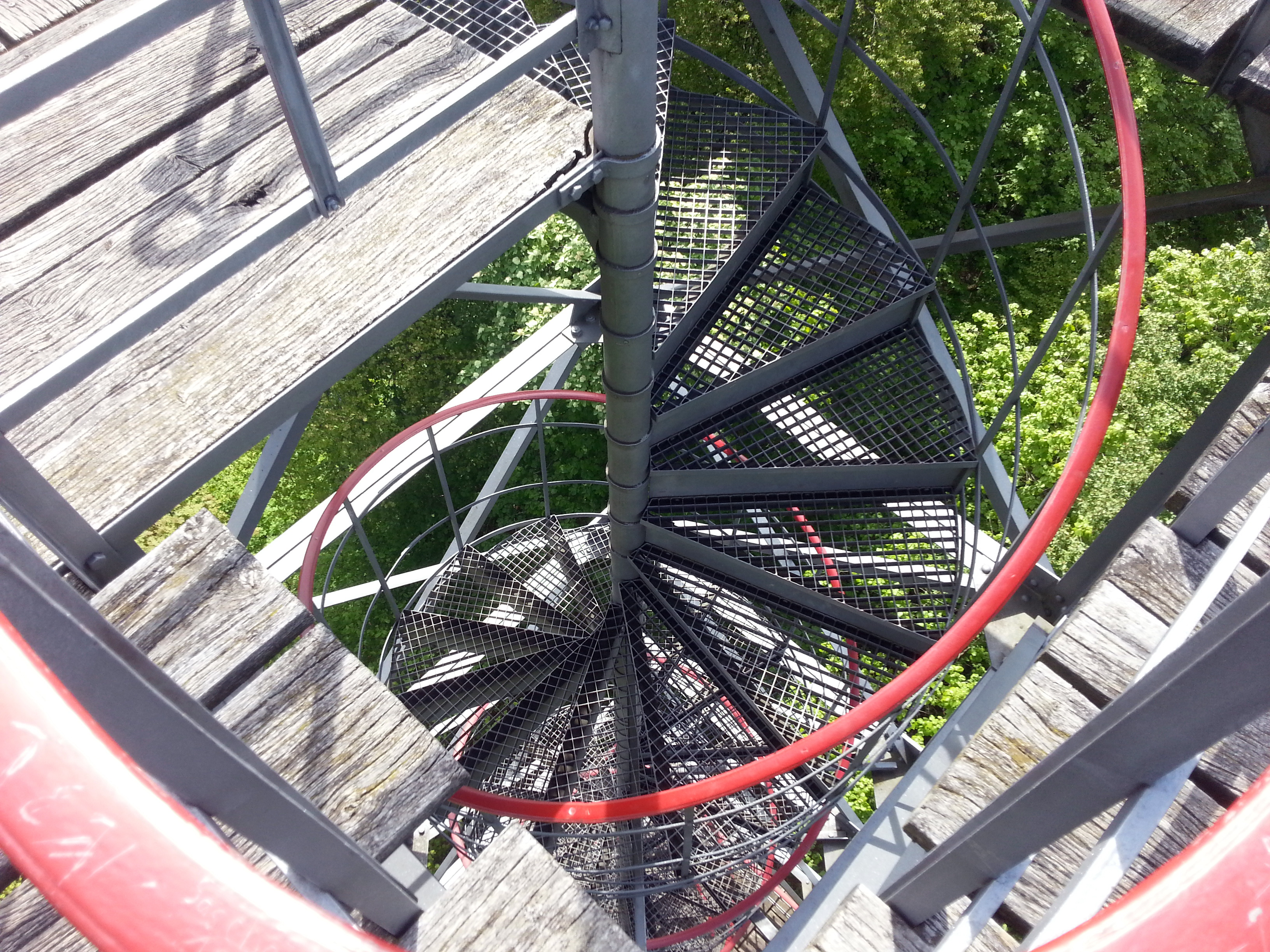
Treppen
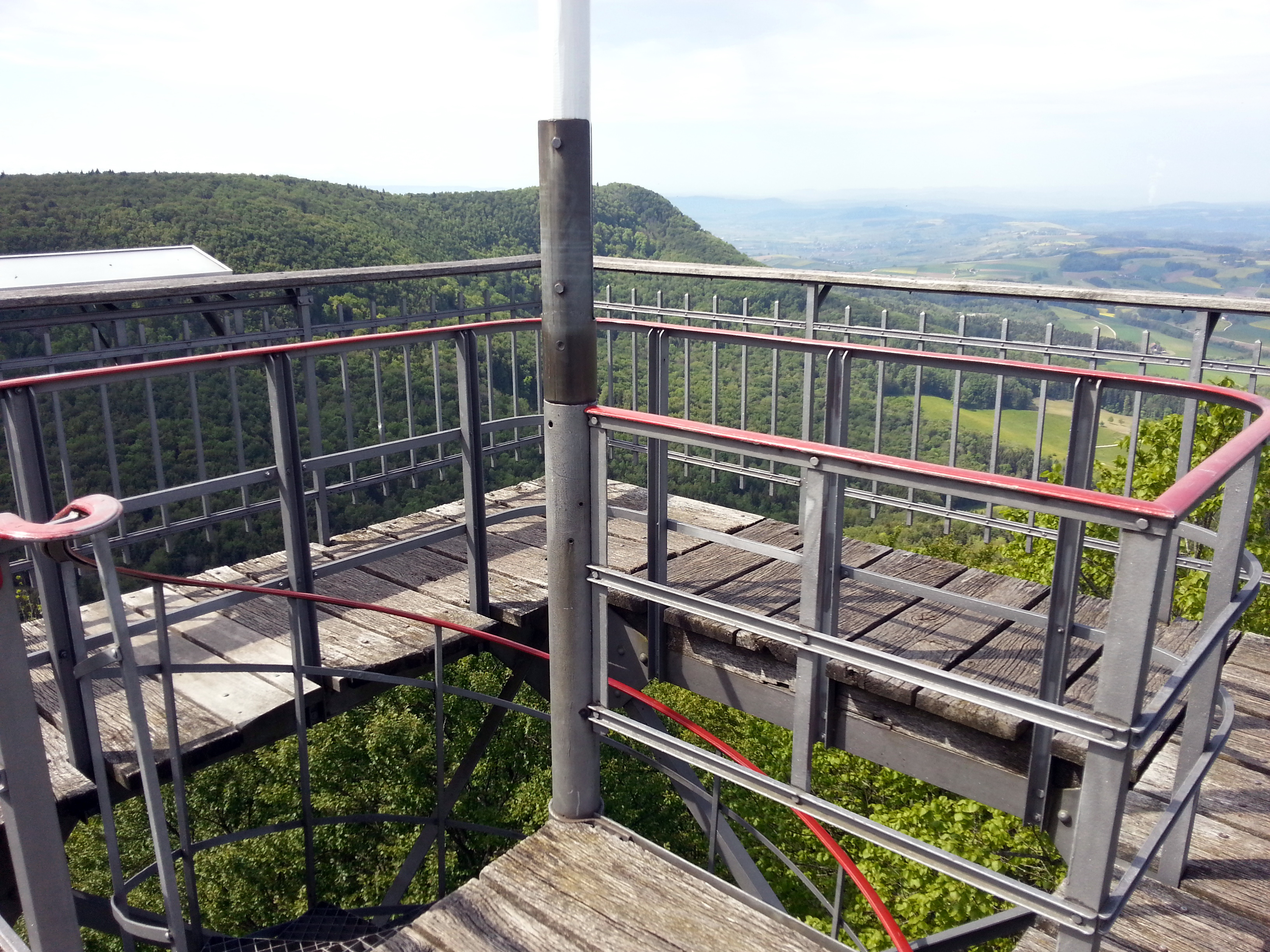
Aussichtsplattform

## Geschichte
Während des Zweiten Weltkriegs war der Turm für Besucher gesperrt. Er diente der Schweizer Armee als Beobachtungsposten der Fliegerabwehrtruppen. 1977 wurde die Hütte neben dem Turm umgebaut und erweitert. Darin befindet sich die Küche des Freiluftrestaurants, welches an den Wochenenden zwischen Frühling und Herbst geöffnet ist.